# Сердце мира (фильм, 2018)
«Сердце мира» — российско-литовский драматический фильм режиссёра Наталии Мещаниновой.
В июне 2018 года фильм участвовал в основном конкурсе кинофестиваля «Кинотавр» и получил Гран-при фестиваля и другие призы.
В России фильм вышел в прокат 27 сентября 2018 года.

## Сюжет
Ветеринар Егор работает на тренировочной станции для охотничьих собак. Мир животных — это его мир, со зверями ему гораздо легче найти общий язык, чем с людьми. Егор мечтает стать частью семьи Николая Ивановича,  хозяина станции, и ради этого он готов пойти на всё.

## В ролях
- Степан Девонин — Егор
- Дмитрий Поднозов — Николай Иванович
- Яна Сексте — Даша
- Витя Оводков — Ваня
- Евгений Сытый — Владимир, участковый
- Екатерина Васильева — Нина
- Джулиано Ди Капуа — Джулиано
- Виктор Оводков — Ваня, сын Даши

## Критика
Фильм получил положительные оценки кинокритиков. Обозреватель газеты «Коммерсантъ» Андрей Плахов писал: «Фильм выглядит так, будто он не сконструирован драматургами, не разыгран на съёмочной площадке режиссёром и актёрами, а полностью сымпровизирован и прожит, камера же оператора Евгения Цветкова только зафиксировала прожитую жизнь».

## Награды
- 2018 — кинофестиваль «Кинотавр»[3]:
  - Гран-при фестиваля
  - приз за лучшую мужскую роль (Степан Девонин)
  - приз Гильдии киноведов и кинокритиков им. Даниила Дондурея